# Tramvajová doprava v Čeljabinsku

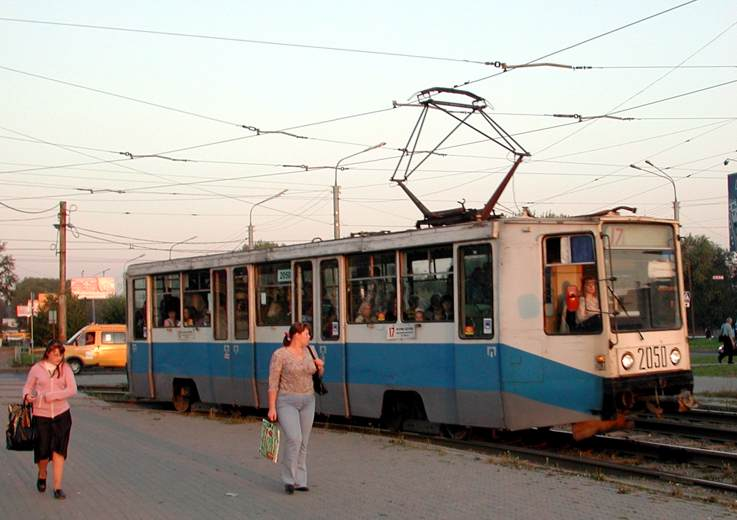
Čeljabinská tramvaj typu KTM-8 (71-608К)

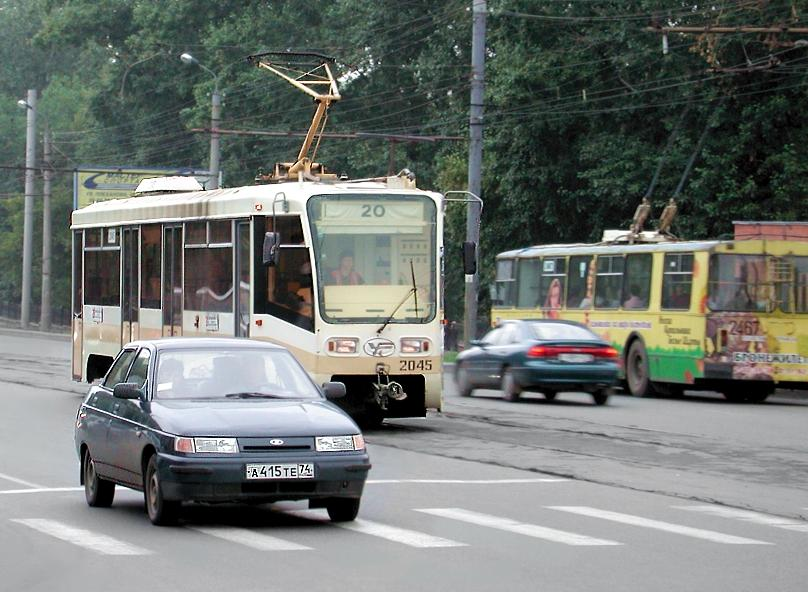
Čeljabinská tramvaj typu KTM-19

Mapa

Tramvajová doprava v Čeljabinsku je zastoupena místním tramvajovým provozem, který tvoří zhruba 20 linek; síť se řadí ale mezi ty středně velké. 
Tramvaje tvoří páteř zdejší městské hromadné dopravy, doplňují je trolejbusy a autobusy. Zajišťují dopravní obsluhu jak sídlišť a centra, tak i významných průmyslových závodů na severu města (například ČSDM – Čeljabinská továrna na výrobu stavebních strojů, Челябинские строительно-дорожные машины)

## Historie
První projekt na vybudování tramvajových tratí se objevil několik desetiletí před skutečnou realizací, a to roku 1906. Tehdy místní obchodník V. Kolbin navrhl zavedení elektrické trakce do ulic města, skutečně se ale začalo o tramvajích uvažovat až po Říjnové revoluci. První tramvaje se nakonec rozjely až roku 1932; trať byla jednokolejná s výhybnami a spojila místní nádraží a závod ČGRES. Městem procházela v severo-jižním směru. Později byly vybudovány další nové trati k panelovým sídlištím a dalším závodům. 
Za posledních 15 let se však tramvajová síť rozrostla jen velmi málo; přibyla jen jedna trať, otevíraná po třech etapách. Vzhledem k rozvoji trolejbusů byly ale některé jiné trati rušeny. Po otevření první linky metra, která se již buduje a vede východo-západním směrem, dojde k odlehčení tramvajové sítě. 
V současné době slouží tramvajovému provozu dvě vozovny.

## Vozový park
- KTM-5
- KTM-8
- KTM-19